# Undine (Schiff, 1871)
Die Undine war eine Brigg der Kaiserlichen Marine, die von 1871 bis 1884 als Schulschiff eingesetzt wurde. Die Undine ging Ende Oktober 1884 bei der Ausreise zu einer Ausbildungsfahrt nach der Umrundung Skagens in einem Orkan durch Strandung vor der jütischen Küste verloren.

## Geschichte derUndine
1868 wurde bei der Königlichen Werft in Danzig eine Brigg als erster Neubau der Marine des Norddeutschen Bundes bestellt, die den alten Schoner Hela ersetzen sollte. Die Brigg Undine lief 1869 auf der Königlichen Werft Danzig vom Stapel. Verzögert durch den Deutsch-Französischen Krieg wurde sie erst am 21. Mai 1871 als Schulschiff für Schiffsjungen in Dienst gestellt und neben den 1862 aus Großbritannien erworbenen Briggs Rover und Musquito sowie der Segelfregatte Niobe eingesetzt.
Ihre erste Auslandsreise führte die Undine ab dem 12. Juli 1871 über englische, spanische und portugiesische Häfen bis zu den Kapverdischen Inseln, von denen sie am 1. Mai 1872 wieder in Kiel eintraf. 1872/1873 wurde eine ähnliche Fahrt durchgeführt. Nach Außerdienststellung und Überholung führte die Undine vom 14. Juli 1874 bis zum 14. September 1875 eine große Ausbildungsreise bis nach Rio de Janeiro und zurück über westindische und US-Häfen durch. Kommandant des Schulschiffes auf dieser Reise war der Korvettenkapitän Köster, später der erste Großadmiral der Kaiserlichen Marine.
1876 erstreckten sich die Übungsfahrten der Undine nur bis zur norwegischen Nordseeküste. Kommandant des Schiffes war in diesem Jahr der Korvettenkapitän Hollmann, gleichzeitig Chef der Zentralabteilung der Kaiserlichen Admiralität und später ab April 1890 Staatssekretär des Reichsmarineamtes und Vorgänger von Alfred Tirpitz.
Nach einem Instandsetzungsjahr folgten 1878 und 1879 für die Undine nur Fahrten in der Ostsee und nach einem weiteren Ruhejahr 1881 und 1882 sowie 1884 erneut nur Ausbildungsfahrten im Sommer in der Ostsee. Im Herbst 1884 wurde das Schiff entgegen der ursprünglichen Absicht nicht wie in den Vorjahren außer Dienst gestellt, sondern für eine große Ausbildungsreise zu den Atlantischen Inseln herangezogen.

## Das Ende derUndine
Am 28. Oktober 1884 strandete sie unter dem Kommando des Korvettenkapitäns Victor Cochius während eines Orkans an der nordjütischen Küste. Die Brigg befand sich auf einer Auslandsreise nach Lissabon mit 90 Schiffsjungen und Vierjährig-Freiwilligen. Die Position der Strandung war 56° 48′ N, 8° 14′ O. Bei dem Unglück ging ein Matrose beim vergeblichen Versuch, den Großmast nach der Strandung zu kappen, über Bord. Alle anderen Besatzungsmitglieder konnten gerettet werden. Der dänischen Seenotrettung gelang es nicht, mit einem Rettungsboot die gestrandete Brigg zu erreichen. Die Abbergung der Besatzung gelang aber mit einem gerade neu entwickelten Raketenapparat und einem an der zum Havaristen verschossenen Leine befestigten Rettungsstuhl.
Am 8. November 1884 wurde von der geretteten Besatzung die aufliegende Brigg Rover wieder in Dienst gestellt. Mit dem seit Jahren nur im Sommer in der Ostsee eingesetzten Schiff wurde am 13. November die Ausbildungsfahrt fortgesetzt, die bis zu den Kapverdischen Inseln führte und von der die Rover am 8. Mai 1885 nach Kiel zurückkehrte.

## Kommandanten
21. Mai 1871 bis 21. Mai 1873
- Korvettenkapitän Franz Ulffers: von Mai 1871 bis Juni 1872
- Korvettenkapitän Krausnick: Juni/Juli 1872
- Korvettenkapitän Christian Donner: von Juli 1872 bis Mai 1873

21. April 1874 bis 4. Oktober 1875
- Kapitänleutnant/Korvettenkapitän Hans von Koester

1. April 1876 bis 15. Oktober 1876
- Korvettenkapitän Friedrich von Hollmann

1. April 1878 bis 15. Oktober 1878
- Kapitänleutnant/Korvettenkapitän Franz von Kyckbusch

1. April 1879 bis 15. Oktober 1879
- Korvettenkapitän Richard von Koppy

1. April 1881 bis 15. Oktober 1881
- Korvettenkapitän Max Schulze

1. April 1882 bis 15. Oktober 1882
- Korvettenkapitän Theodor von Levetzow

1. April 1884 bis 28. Oktober 1884 (Untergang)
- Korvettenkapitän Theodor von Levetzow: von April 1884 bis September 1884
- Korvettenkapitän Victor Cochius: Oktober 1884